# Stele del pane
La stele del pane (in dialetto veneziano: stełe del pan) è una stele situata nel sestiere di Cannaregio a Venezia, nel sotoportego Falier, all'incrocio con calle Dolfin, sulla riva meridionale del rio dei Santi Apostoli.
La stele, ultima rimasta a Venezia, riporta incisi nella pietra d'Istria l'effige del leone marciano della Repubblica di Venezia e un proclama emanato il 27 ottobre 1727 dal doge Alvise III Mocenigo, nel quale si proibiva il commercio del pane al di fuori dei negozi autorizzati dalla Serenissima, al fine di tutelare i cittadini dal cibo di incerta provenienza o scarsa qualità.

## Descrizione

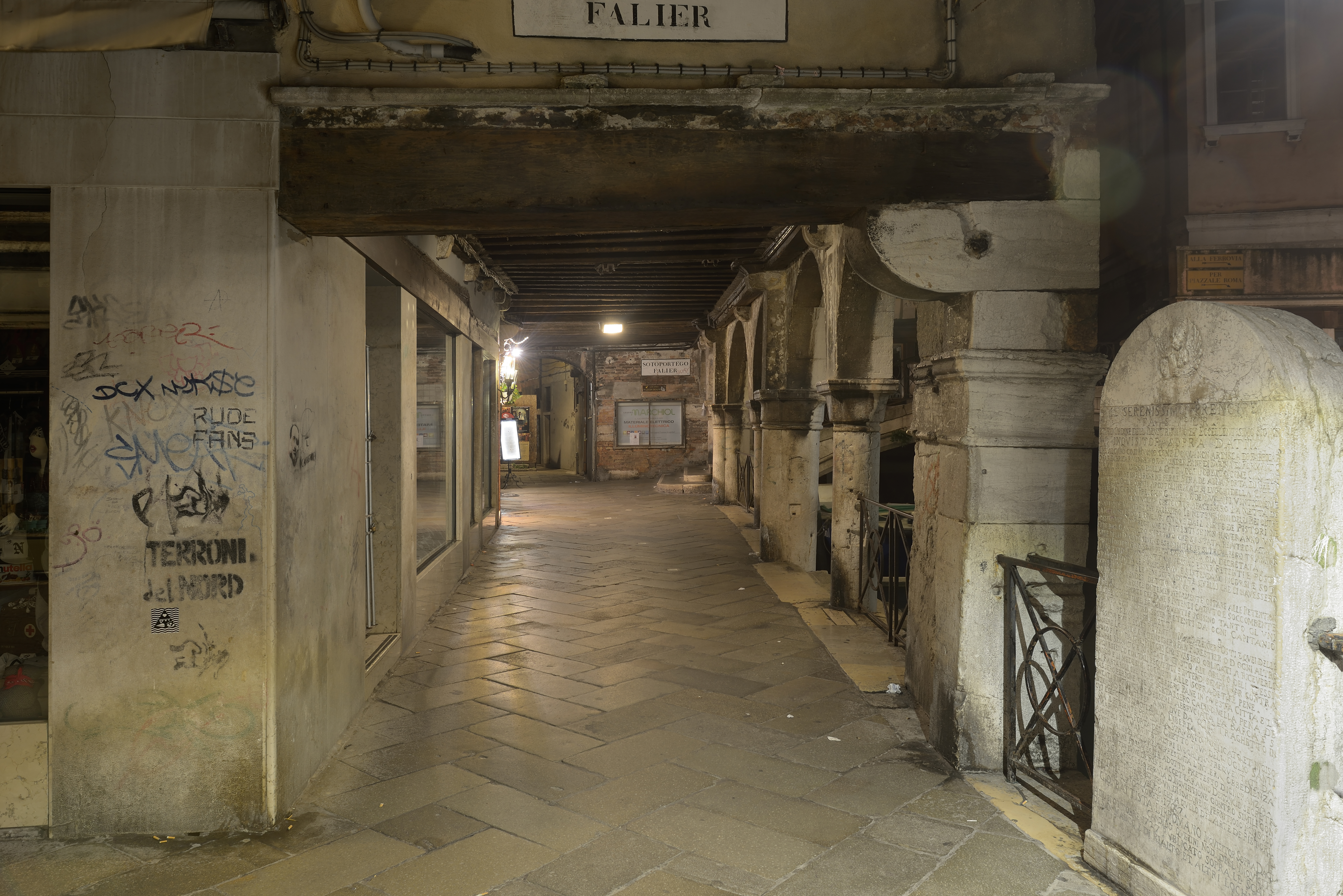
Sotoportego Falier (Rio dei Santi Apostoli)

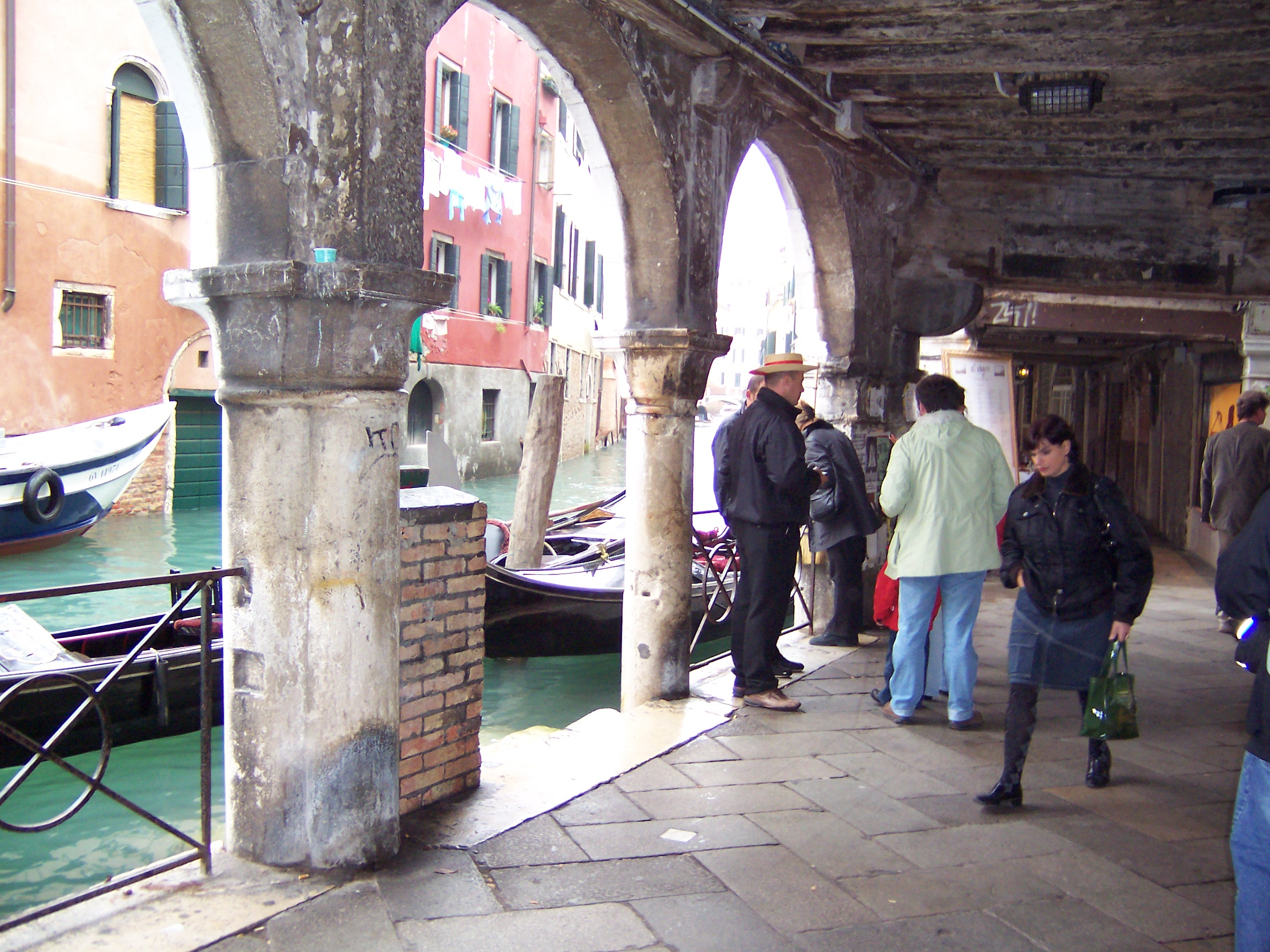
Gondolieri nel sotoportego Falier

La stele riporta iscrizioni su entrambe le facciate. 
Nella parte frontale, visibile dai passanti del sotoportego è inciso l'avviso che tutti coloro che avessero trasgredito l'ordine di non vendere o cuocere pane in altri luoghi che non fossero i negozi dei pistori (panettieri), sarebbero stati puniti con la sanzione pecuniaria di 25 ducati e la reclusione; nel caso i trasgressori fossero stati fornai (forneri) la pena sarebbe stata raddoppiata. Per ordine dell'Inquisitor l'avviso doveva essere stampato, pubblicato e scolpito nel marmo nei luoghi di passaggio più frequentati. Infine si rendeva nota la possibilità di presentare anche denunce anonime, a cui sarebbero seguite indagini e un regolare processo contro i trasgressori, sentito il parere dell'Inquisitor.
Nella facciata retrostante della stele, visibile dai gondolieri nel rio dei Santi Apostoli, sono invece incise le regole per i barcaioli: era fatto divieto il trasporto clandestino del pane o di persone che ne avessero con sé; in caso contrario, oltre alla sanzione di venticinque ducati, la barca sarebbe stata bruciata e la licenza (libertà) da gondoliere sarebbe stata sospesa per due anni.

## Iscrizioni
```
                         IL SERENISSIMO PRINCIPE 
                                 FA SAPER 
          ET E D'ORDINE DELL'ILLUSTRISSIMO ET ECCELLENTISSIMO
                       SIGNOR INQUISITOR SOPRA DATII.
        CHE ALCUNO COSÌ HUOMO COMME DONNA NON ARDISCA DI FABRICAR
        O DI FAR FABRICAR, VENDER O FAR VENDER PANE DI FARINA DI FORMENTO
        IN QUAL SI SIA LUOGO DELLA CITTÀ, COSÌ FORESTO COME CASALINO,
        NELLE CASE NÉ IN BARCHE NÉ PER LE STRADE ALLA PORTA DI GHETO
        RIVA DELL'OGLIO SANTI APOSTOLI NÉ IN ALTRI LUOGHI DELLA CITTÀ
        IN PENA DI CORDA PREGGION GALERA E DE DUCATI VINTICINQUE
        PER CADAUNO OGNI VOLTA CHE CONTRAFACESSERO LA METTA DE
        QUALI SU DE MINISTRI CHE FACESSERO LE RETENTIONI DELLI REI OLTRE
        LA METÀ DEL PANE E DUCATI CINQUE DALL'ARTE DE PISTORI NÉ
        POSSINO USCIR DE PREGGIONE LI RETENTI SE NON HAVERANNO UNA
        FEDE DAL GASTALDO SUDETTO CHE SU STATA REINTEGRATA L'
        ARTE DELLI DUCATI CINQUE ESBORSATI E, SE SI TROVASSERO TRASGR-
        ESSORI LI FORNERI, CADINO IN PENA DUPLICATA GIÀ DECRETATA.
        LI PUTTI DI ETÀ NON OTTIMA POSSINO ESSER RETENTI E POSTI
        PER MOZZI SOPRA PUBLICHE NAVI E S'INTENDANO INCORSI E SOT-
        TOPOSTI A TUTTE LE PENE SOPRADETTE QUELLI CHE LI HAVESSERO
        MANDATI A VENDER DETTO PANE.
        SE ALCUNO ARDISCE DI TEMERARIAMENTE OSTARE ALLE RETENTIONI
        E REI O ALL'ASPORTO DEL PANE, S'INTENDI CADUTO E SOCCOMBENTE
        ALLE PENE MEDESIME DE DELINQUENTI E POSSINO TANTO GL'UNI 
        QUANTO OGN'ALTRO ESSER RETENTI DA OGNI CAPITANIO
        CON LI PREMII SOPRA DETTI.
        POSSINO PURE ESSER RETENTI LI MAGAZENIERI OSTI E QUEI DELLE 
        CAMERE LOCANDE CHE TENESSERO PAN FORESTIER O D'OGNI ALTRO 
        LUOGO DA QUEI PISTORI CHE FUSSERO OBBLIGATI A RICEVERLO
        SEMPRE SEGNATO E MARCATO GIUSTO ALL'OBLIGO DELI [ST]ESSI
        E NON ESSENDO CON TALI REQUISITI S'INTENDI SEMPRE PER CONTRA-
        BANDO E LI MEDESIMI SOGGIETI ALLE SOPRADETTE PENE. 
        LI BARCAROLI CHE CONDUCESSERO PANE IN QUESTA CITTÀ E LE-
        VASSERO PERSONE CHE NE PORTASSERO CADINO NELLA PENA DE
        DUCATI VINTICINQUE E D'ESSERLI ABBRUCIATA LA BARCA E S'
        INTENDINO BANDITI PER ANNI DUE DA Q[UEL] TRAGHETTO IN
        CUI ESERCITASSERO LA LIBERTÀ.
        SIA IL PRESENTE PROCLAMA STAMPATO, PUBLICATO ET INCISO
        IN MARMO ALLA PORTA DEL GHETTO RIVA DELL'OGLIO SANTI
        APOSTOLI SAN MARTIN ET ALTRI LUOGHI PIÙ FREQUENTATI DA
        CONTRAFACIENTI ACCIÒ RESTI PRESTATA L'INTIERA OBBEDIENZA
        ALLO STESSO NÉ POSSA ESSER ADOTTO PRETESTO D'IGNORANZA. 
        PER VENIRE IN LUME DE REI, SI ACCETTERANNO DENONCIE SECRETE
        E SI FORMERÀ PROCESSO PER VIA D'INQUISITIONE CONTRO SIMILI CONTRA-
        FATTORI ONDE SI ESTIRPI UN DISORDINE SÌ PERNITIOSO NON SOLO 
        ALL'INTERESSE DEL PUBLICO CHE A QUELLO DELL'ARTE DE PISTORI.
               DAT. LÌ 27 OTTOBRE 1727 
        GIO. BATTISTA LIPPOMANO INQUISITOR SOPRA DATII 
                          CANDIDO QUERINI NOD. DELL'INQUISIT.
        ADI’ 31 OTTOBRE 1727 PUBLICATO SOPRA LE SCALE
        DI SAN MARCO E DI RIALTO ET ALTRI LOCHI
```